# Toomas Proovel
Toomas Proovel (ur. 29 września 1973) – estoński zapaśnik walczący w stylu klasycznym. Olimpijczyk z Sydney 2000, gdzie zajął dziewiąte miejsce w kategorii 85 kg.
Szósty na mistrzostwach świata w 1999. Czwarty na mistrzostwach Europy w 2001. Akademicki mistrz świata w 2000. Wygrał igrzyska bałtyckie w 1993. Zdobył dwa medale na mistrzostwach nordyckich w latach 2000 - 2005.
Dziewięciokrotny mistrz Estonii w latach 1993 - 2006.